# Vùng liên bang Ural

Vùng liên bang Ural (tiếng Nga: Ура́льский федера́льный о́круг, Uralsky federalny okrug) là một trong 8 vùng liên bang của Nga. Vùng liên bang này được thành lập vào ngày 13 tháng 5 năm 2000 theo sắc lệnh của tổng thống Nga. Vùng liên bang này nằm phần lớn trên và phía đông dãy núi Ural. Trung tâm hành chính là Yekaterinburg.

## Các chủ thể liên bang
| Urals Federal District | Urals Federal District | Urals Federal District    | Urals Federal District |
| #                      | Cờ                     | Chủ thể liên bang         | Trung tâm hành chính   |
| ---------------------- | ---------------------- | ------------------------- | ---------------------- |
| 1                      |                        | Tỉnh Kurgan               | Kurgan                 |
| 2                      |                        | Tỉnh Sverdlovsk           | Yekaterinburg          |
| 3                      |                        | Tyumen                    | Tyumen                 |
| 4                      |                        | Khu tự trị Khantia-Mansia | Khanty-Mansiysk        |
| 5                      |                        | Tỉnh Chelyabinsk          | Chelyabinsk            |
| 6                      |                        | Khu tự trị Yamalo-Nenets  | Salekhard              |